# 億萬富翁少女
《億萬富翁少女》（日語：ビリオネアガール）是由支倉凍砂原案、桂明日香所畫的日本漫畫作品。以股票投資累積百億財產的少女與靠打工度日的大學生兩人間的故事。2009年起在《good! Afternoon》6号（2009年9月）至38号（2013年12月）期間連載，單行本全3卷。

## 劇情簡介
大學生高遠惠受親戚大貫教授的請託，為教授的姪女藤岡紫擔任數學家教，到了她的豪宅才知道她以股票交易已有170億日元的財產。但藤岡紫卻覺得寂寞。

## 登場角色
高遠惠
是一個平凡度日的男大學生。因大貫教授介紹家教工作因而認識藤岡紫。
藤岡紫
一位年紀輕輕就靠股票交易賺進身價170億的平凡少女。因為在同學的電話裡說是大學生所以想要知道大學的事情，在叔叔大貫教授的介紹下認識高遠惠。有很豐富的財經知識，卻個性內向、涉世未深，外貌雖美但不擅於衣著打扮。因家人不認同她而搬到豪宅獨居，操盤室內堆滿垃圾。
大貫
大學教授。與高遠惠及藤岡紫有親戚關係，由於藤岡紫的家人不認同她靠股票賺錢，因此主動要求擔任她的監護人。由於工作繁忙且年紀與她相差甚遠，因此以當家教的名義請高遠惠幫忙照顧藤岡紫。

## 出版書籍
| 卷數 | 講談社        | 講談社                 | 尖端出版社    | 尖端出版社           |
| 卷數 | 發售日期      | ISBN                   | 發售日期      | EAN                  |
| ---- | ------------- | ---------------------- | ------------- | -------------------- |
| 1    | 2010年11月5日 | ISBN 978-4-06-310699-2 | 2012年5月22日 | EAN 471-7702-24857-4 |
| 2    | 2013年2月7日  | ISBN 978-4-06-387867-7 |               |                      |
| 3    | 2014年2月7日  | ISBN 978-4-06-387953-7 |               |                      |

## 外部連結
- - 講談社作品介紹（日語）